# Белобрюхая качурка
Белобрюхая качурка (лат. Fregetta grallaria) — вид птиц из семейства Oceanitidae. Выделяют четыре подвида.

## Таксономия
Белобрюхая качурка была официально описана в 1818 году французским орнитологом Луи Жаном Пьером Вьейо . Он использовал французское название «Le pétrel échasse» и придумал латинское название Procellaria grallaria. Белобрюхая качурка теперь отнесёна к роду Fregetta, который был введён в 1855 году французским натуралистом Шарлем Люсьеном Бонапартом.

## Распространение
Обитают в открытом море на территории следующих стран и территорий: Ангола, Аргентина, Австралия, Бразилия, Чили, Эквадор, Французская Полинезия, Французские Южные и Антарктические территории, Мальдивы, Намибия, Новая Зеландия, Перу, Святая Елена и ЮАР.

## Описание

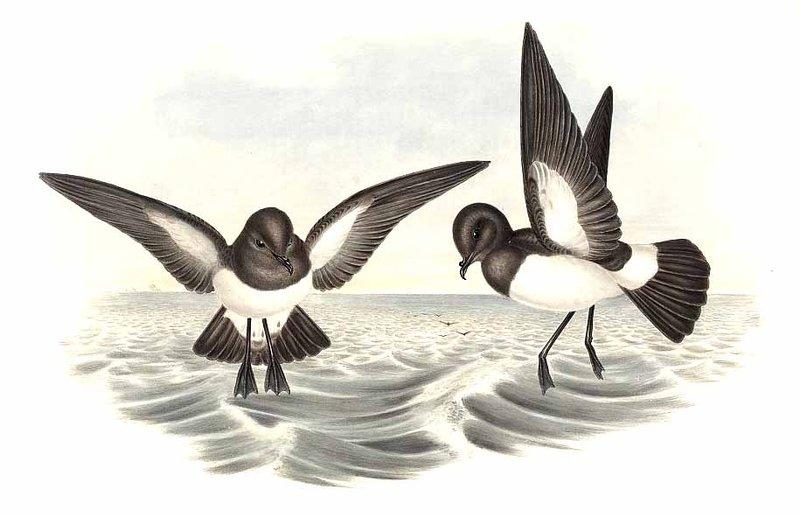
Fregetta grallaria, Джон Гульд

Небольшие птицы, длина тела 18—20 см. Размах крыльев 46—48 см. Клюв чёрный, ноги длинные. Оперение чёрно-серо-белое со множеством вариаций. Различий в окраске самцов и самок, а также молодых особей не наблюдали.

## Биология
Морские птицы. Питаются мелкими ракообразными, кальмарами и галобатесами. Птенцов кормят оба родителя, которые проводят весь день в море и возвращаются к гнезду ночью.

## Охранный статус
МСОП присвоил таксону охранный статус «Виды, вызывающие наименьшие опасения» (LC).